# Sattelpass
Der Sattelpass ist ein Gebirgspass und ein gleichnamiger Saumweg in den Schweizer Alpen an der Grenze der Kantone Luzern und Obwalden. Er verbindet Flühli im Entlebuch mit Giswil-Grossteil im Sarneraatal.
Bis ins 18. Jahrhundert hatte der Pass eine wirtschaftliche Bedeutung. Über ihn wurden Güter des regionalen Austauschs und des Fernhandels in Richtung Brünigpass und den Süden transportiert. In der Blütezeit des Glasergewerbes in den waldreichen Gebieten Flühlis von 1723 bis 1837, wurde von Säumern und Glasträgern viel Flühli-Glas über den Sattelpass getragen. Danach wurde der Übergang über den Sattelpass von der Glaubenberg- und der Glaubenbielenstrasse abgelöst und ist vergessen gegangen. Über den Sattelpass soll noch im 19. Jahrhundert alljährlich eine Landeswallfahrt vom Entlebuch nach Sachseln durchgeführt worden sein, weshalb auch am Passweg Stationen gestanden haben sollen.
Im Rahmen der Nachschubbasis Giswil bauten ab Herbst 1941 in die Schweiz abgedrängte oder geflüchtete polnische, italienische und sowjetische Soldaten Verbindungsstrassen über die Höhen ins Entlebuch: Glaubenbielenstrasse, Strasse zum Sattelpass, Teile des Höhenkarrwegs Glaubenbielen–Sattelpass–Glaubenberg, das Anfangsstück der neuen Kleinteiler Bergstrasse vom Riedacher bis Mettlen und die Kilchwegstrasse im Grossteil.

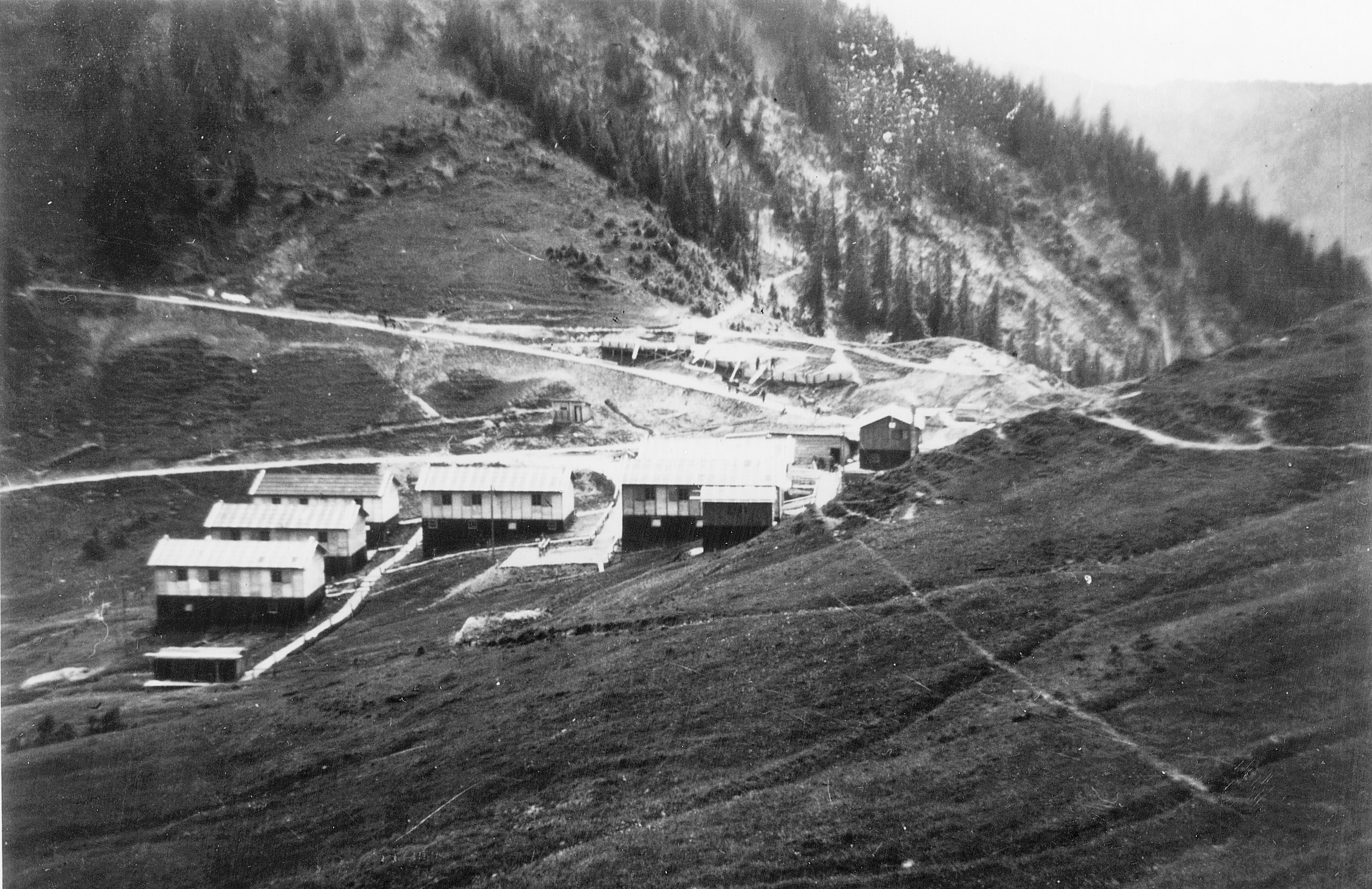
Interniertenlager Sattelpass